# Euxoa nevada
Euxoa nevada là một loài bướm đêm trong họ Noctuidae.